# Lotta Udnes Weng
Lotta Udnes Weng (Lørenskog, 29 september 1996) is een Noorse langlaufster. Ze vertegenwoordigde haar vaderland op de Olympische Winterspelen 2022 in Peking. Weng is de tweelingzus van langlaufster Tiril Udnes Weng en het nichtje van langlaufster Heidi Weng.

## Carrière
Weng maakte haar wereldbekerdebuut in maart 2015 in Drammen. In december 2016 scoorde de Noorse in Lillehammer haar eerste wereldbekerpunten. In december 2018 behaalde ze in Davos haar eerste toptienklassering in een wereldbekerwedstrijd. Op de wereldkampioenschappen langlaufen 2019 in Seefeld eindigde Weng als 32e op de sprint. In Oberstdorf nam de Noorse deel aan de wereldkampioenschappen langlaufen 2021. Op dit toernooi eindigde ze als twaalfde op de sprint en als zeventiende op de 15 kilometer skiatlon. Tijdens de Olympische Winterspelen van 2022 in Peking eindigde ze als dertiende op de 30 kilometer vrije stijl, als 22e op de sprint en als 25e op de 10 kilometer klassieke stijl.
In december 2022 stond Weng in Beitostølen voor de eerste maal in haar carrière op het podium van een wereldbekerwedstrijd. Op 6 januari 2023 boekte de Noorse in Val di Fiemme haar eerste wereldbekerzege.

## Resultaten

### Olympische Spelen
| Jaar | Plaats | Resultaten                                                                             |
| ---- | ------ | -------------------------------------------------------------------------------------- |
| 2022 | Peking | 22e Sprint (vrije stijl) 25e 10 kilometer klassieke stijl 13e 30 kilometer vrije stijl |

### Wereldkampioenschappen
| Jaar | Plaats     | Resultaten                                      |
| ---- | ---------- | ----------------------------------------------- |
| 2019 | Seefeld    | 32e Sprint (vrije stijl)                        |
| 2021 | Oberstdorf | 12e Sprint (klassieke stijl) 17e 15 km skiatlon |

### Wereldbeker
| Legenda | Legenda            |
| ------- | ------------------ |
| TdS     | Tour de Ski        |
| NO      | Nordic Opening     |
| LT      | Lillehammer Triple |
| RT      | Ruka Triple        |
| WBF     | Wereldbekerfinale  |
| STC     | Ski Tour Canada    |
| ST      | Ski Tour           |

Eindklasseringen
| Seizoen   | Algm | DI  | SP  | TdS |
| --------- | ---- | --- | --- | --- |
| 2016/2017 | 64e  | 51e | 50e | DNF |
| 2017/2018 | 68e  | –   | 40e | –   |
| 2018/2019 | 35e  | 41e | 28e | DNF |
| 2019/2020 | 34e  | 35e | 24e | –   |
| 2020/2021 | 27e  | 30e | 27e | –   |
| 2021/2022 | 28e  | 23e | 24e | DNF |
| 2022/2023 |      |     |     | 8e  |

Wereldbekerzeges individueel
| Nr. | Datum          | Plaats        | Onderdeel                    |
| --- | -------------- | ------------- | ---------------------------- |
| 1.  | 6 januari 2023 | Val di Fiemme | Sprint (klassieke stijl) TdS |